# Pouteria semecarpifolia
Pouteria semecarpifolia là một loài thực vật thuộc họ Sapotaceae. Loài này có ở Dominica, Guadeloupe, Martinique, Saint Lucia, và Saint Vincent và Grenadines.